# Raffaella Zardo
Raffaella Zardo (Crespano del Grappa, 21 marzo 1973) è una conduttrice televisiva e showgirl italiana.

## Biografia
Laureata in Scienze politiche, Raffaella Zardo inizia la sua carriera nel mondo dello spettacolo come valletta televisiva nei primi anni novanta del XX secolo. All'inizio degli anni duemila il suo nome è stato legato a quello della prima Vallettopoli e ad alcune inchieste giudiziarie collegate. La Zardo è stata indagata e messa agli arresti domiciliari durante le indagini, con l'accusa di aver indotto tre ragazze alla prostituzione. L'inchiesta, che aveva avuto notevole scalpore mediatico, aveva coinvolto anche Gigi Sabani e Valerio Merola e dal nome di quest'ultimo fu ribattezzata come scandalo "Merolone". Dopo alcuni anni di dibattimenti penali, gli indagati vennero assolti.
Dopo diversi anni di lontananza dagli schermi, viene nuovamente riportata in televisione da Emilio Fede, che la vuole tra le meteorine (le conduttrici del segmento con le previsioni meteorologiche) del suo telegiornale, il TG4. Sempre su Rete 4 le viene affidata la conduzione del rotocalco Sipario del TG4, in onda già dal 2000 in coda al telegiornale della sera. A marzo 2012, il nuovo direttore del TG4 Giovanni Toti, appena subentrato a Fede, ha cancellato la rubrica condotta dalla Zardo. Ricompare in TV nell'aprile del 2016, nel marzo del 2017, nel marzo del 2018 e nell’ottobre del 2022 in alcune puntate del programma Emigratis del duo comico Pio e Amedeo.

## Filmografia
- Ragazzi della notte, regia di Jerry Calà (1995)
- Vita Smeralda, regia di Jerry Calà (2006)

## Televisione
- Meteo 4 (Rete 4, 2008) - Meteorina
- Sipario del TG4 (Rete 4, 2008-2012)